# Онтофаг
Онтофаг (Onthophagus) — найбільший рід жуків-гнойовиків родини пластинчатовусих. Самці зазвичай мають роги або вирости на голові та часто передньоспинці. Близько 1500 видів; поширені головним чином в тропіках; в Україні близько 60 видів. Викопують і набивають гноєм нірки, в яких розвиваються личинки. Корисні як санітари і уйаучасникиунтоутворення; деякі види є проміжними господарями ряду гельмінтів, паразитуючих у домашніх тварин.

## Опис
Жуки дрібного і середнього розміру, завдовжки — 2,5-15 мм. Тіло компактне, широкоовальне, сплощене і більш менш опуклі згори й знизу.
Забарвлення тіла дуже різноманітне: чорне, чорне з червонястими або жовтуватими плямами. Надкрила часто двоколірні з симетричним або асиметричним малюнком, іноді в темних цятках — «мармуровий» тип малюнка. Переднеспинка і голова іноді з яскраво-металевим відливом, або усе тіло з металевим відливом. Поверхня переднеспинки та надкрил структурна, рідко гладка, частіше в простих точках.

## Ареал і видовий розподіл
Рід є один з найбільших і налічує приблизно 1800–2000 видів (точну цифру назвати не можна, оскільки багато тропічних видів, мабуть, належать до інших родів). Найбільш щедрі видами калоїдів є савани Африки і тропічні ландшафти Азії (відповідно понад 800 і понад 350 видів). У Західній півкулі — 115 видів, в Австралії — понад 150 видів. Для Палеарктики встановлені близько 120 видів, для України — 60 видів.

## Види

### Деякі види
- Onthophagus melitaeus (Fabricius, 1798)
- Onthophagus furcatus (Fabricius, 1781)
- Onthophagus gazella ((Fabricius, 1787)
- Onthophagus taurus (Schreber, 1759)
- Onthophagus  binodis (Thunberg, 1818)
- Onthophagus albarracinus (Baraud, 1979)
- Onthophagus angorensis (Petrovitz, 1963)
- Onthophagus baraudi (Nicolas, 1964)
- Onthophagus coenobita (Herbst, 1783)
- Onthophagus cruciatus (Ménetriés, 1832)
- Onthophagus dellacasai (Pittino & Mariani, 1981)
- Onthophagus excisus (Reiche & Saulcy, 1856)
- Onthophagus fissicornis (Steven, 1809)
- Onthophagus fracticornis (Preyssler, 1790)
- Onthophagus gibbulus (Pallas, 1781)
- Onthophagus grossepunctatus (Reitter, 1905)
- Onthophagus joannae (Goljan, 1953)
- Onthophagus kindermanni (Harold, 1877)
- Onthophagus kolenatii (Reitter, 1893)
- Onthophagus latigena (d'Orbigni, 1897)
- Onthophagus lemur (Fabricius, 1781)
- Onthophagus leucostigma (Steven, 1811)
- Onthophagus lucidus (Sturm, 1800)
- Onthophagus macedonicus (Miksic, 1959)
- Onthophagus marginalis (Gebler, 1817)
  - Onthophagus marginalis andalusicus (Waltl, 1835)
  - Onthophagus marginalis marginalis (Gebler, 1817)
- Onthophagus massai (Baraud, 1975)
- Onthophagus merdarius (Chevrolat, 1865)
- Onthophagus nuchicornis (Linnaeus, 1758)
- Onthophagus opacicollis (Reitter, 1893)
- Onthophagus ovatus (Linnaeus, 1767)
- Onthophagus panici (Petrovitz, 1964)
- Onthophagus ponticus (Harold, 1883)
- Onthophagus ruficapillus (Brullé, 1832)
- Onthophagus sagittarius (Fabricius, 1775)
- Onthophagus semicornis (Panzer, 1798)
- Onthophagus sericatus (Reitter, 1893)
- Onthophagus similis (Scriba, 1790)
- Onthophagus stylocerus (Graëlls, 1851)
- Onthophagus suturellus (Brullé, 1832)
- Onthophagus tesquorum (Semenov-Tian-Shanskii & Medvedev, 1927)
- Onthophagus trigibber (Reitter, 1893)
- Onthophagus vacca (Linnaeus, 1767)
- Onthophagus verticicornis (Laicharting, 1781)
- Onthophagus vitulus (Fabricius, 1776)
- Onthophagus emarginatus (Mulsant & Godart, 1842)
- Onthophagus nigellus (Illiger, 1803)
- Onthophagus punctatus (Illiger, 1803)
- Onthophagus hirtus (Illiger, 1803)
- Onthophagus maki (Illiger, 1803)

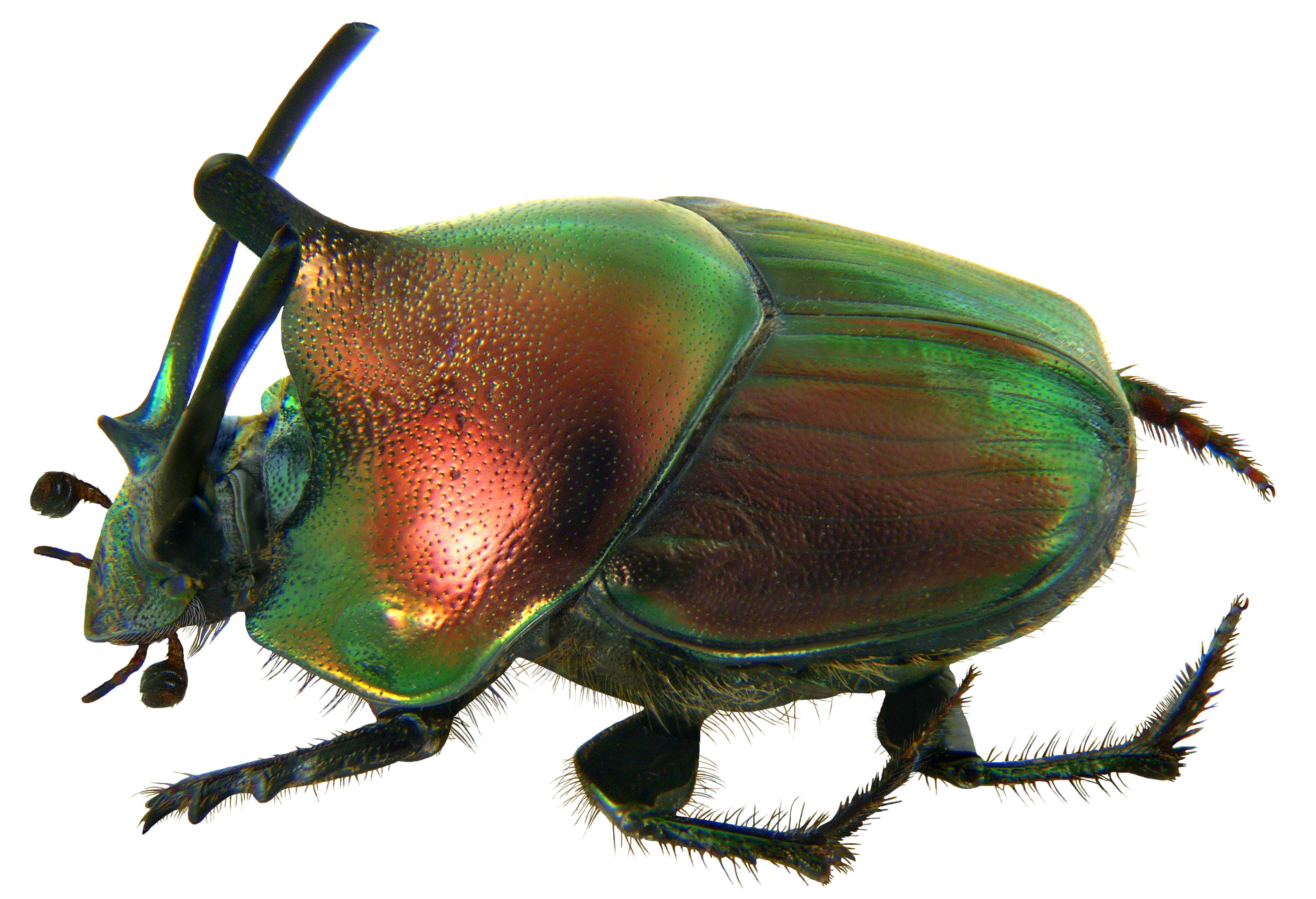
Onthophagus nigricornis
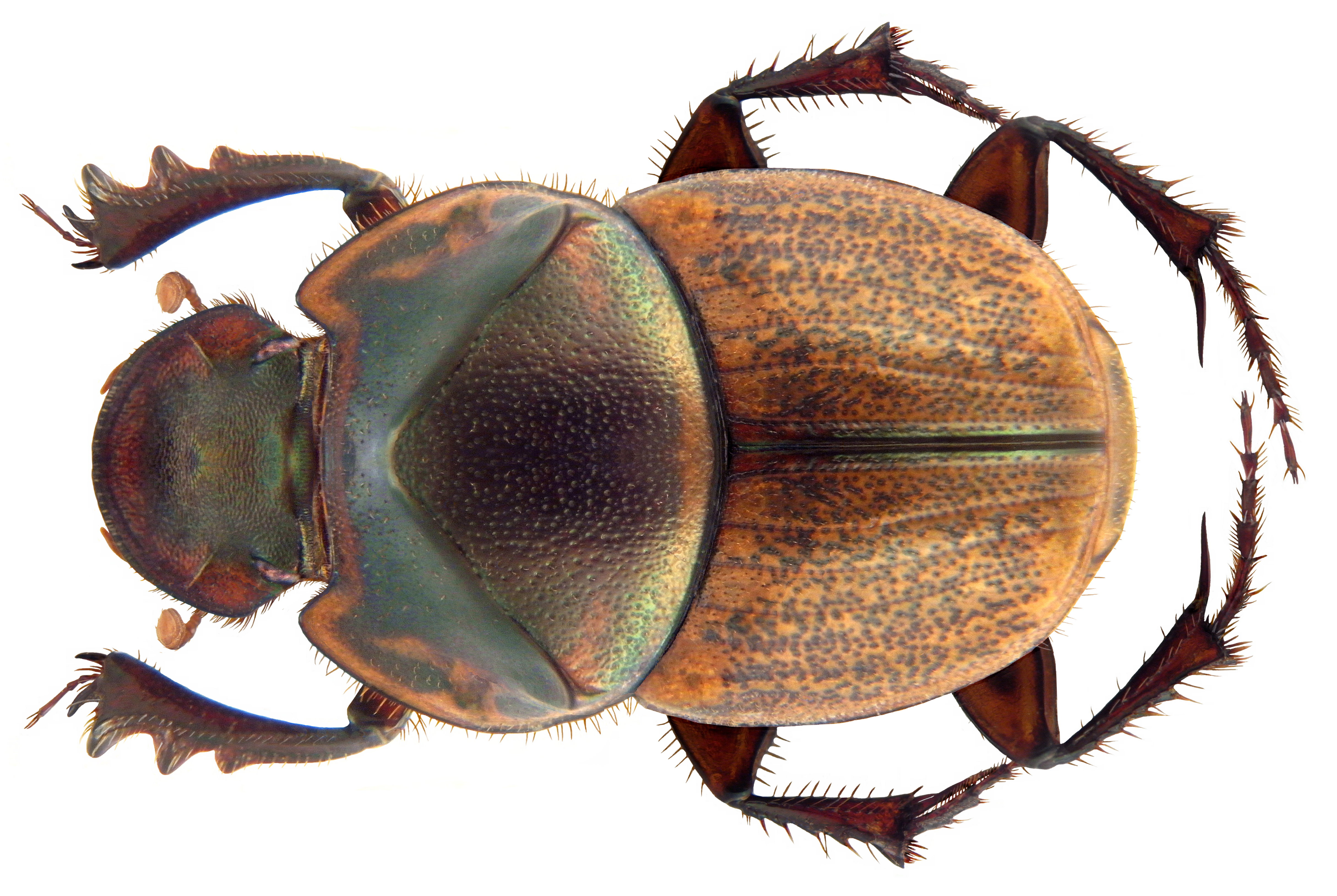
Onthophagus obliquus
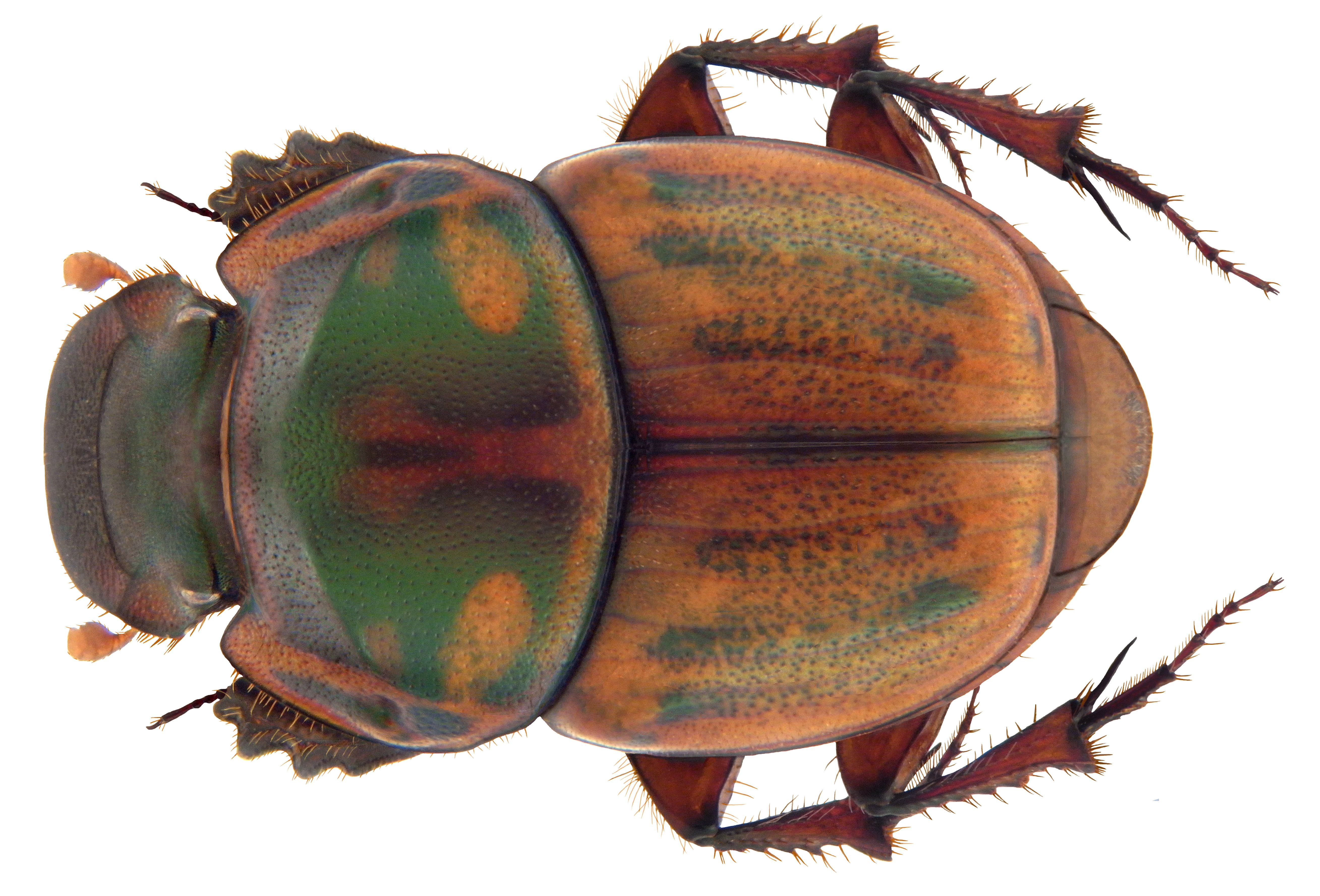
Onthophagus shimba